# USA i olympiska sommarspelen 1896
USA deltog med fjorton deltagare vid de olympiska sommarspelen 1896 i Aten. Totalt vann de tjugo medaljer och slutade på första plats i medaljligan. Av de fjorton amerikanska deltagarna vann tolv medaljer och endast två stycken vann inga medaljer, de två var skytten Charles Waldstein och simmaren Gardner Williams.

## Medaljer

### Guld
- Thomas Burke - Friidrott, 100 m
- Thomas Curtis - Friidrott, 110 m häck
- Thomas Burke - Friidrott, 400 m
- Ellery Clark - Friidrott, höjdhopp
- Ellery Clark - Friidrott, längdhopp
- James Connolly - Friidrott, tresteg
- William Hoyt - Friidrott, stavhopp
- Robert Garrett - Friidrott, diskuskastning
- Robert Garrett - Friidrott, kulstötning
- John Paine - Skytte, 25 m militärrevolver
- Sumner Paine - Skytte, 30 m fripistol

### Silver
- Herbert Jamison - Friidrott, 400 m
- Arthur Blake - Friidrott, 1500 m
- James Connolly - Friidrott, höjdhopp
- Robert Garrett - Friidrott, höjdhopp
- Robert Garrett - Friidrott, längdhopp
- Albert Tyler - Friidrott, stavhopp
- Sumner Paine - Skytte, 25 m militärrevolver

### Brons
- Francis Lane - Friidrott, 100 m
- James Connolly - Friidrott, längdhopp